# Kostel svatého Jiří (Lubnice)
Římskokatolický farní kostel svatého Jiří se nachází v centru obce Lubnice v okrese Znojmo. Nedaleko kostela stojí farní budova vybudovaná na místě původního hradu s kaplí sv. Jiří a sv. Kateřiny. Kostel je chráněn jako kulturní památka České republiky.

## Historie
Lubnice (německy Hafnerluden) spadala od svého založení pod farnost obce Vratěnín (německy Fratting), jejímž patronem byl klášter v Gerasu. Teprve až v roce 1372 věnoval majitel Lubnice rytíř Seyfrid z Hafnerluden se svojí chotí Bohuslawou s povolením premonstrátů z Gerasu hradu kapli sv. Jiří a sv. Kateřiny a k tomu jednoho kaplana s ročním úrokem 60 pr. grošů z mlýna Augezda, 6 zlatých a 4 grošů ze 2 lánů u mlýna a ze 2 lánů u Korolup (vila Chirlobw), dále z 1 vinice u vesnice Rözbachu na kopci Heiligland a desátky ze 3 dvorců. Za to měl sloužit dvakrát týdně mši svatou v kapli v Lubnici a jednou týdně ve Vratěníně u oltáře sv. Petra. Taktéž měl kaplan vypomáhat ve Vratěníně o vysokých svátcích.
V roce 1460 držel Lubnici majitel polického panství Hynek z Bačkovic, který věnoval kapli sv. Jiří a sv. Kateřiny úroky z obcí Bačkovice a Újezdce. Kaplan Johann i jeho předchůdce Christoph bydleli na faře ve Vratěníně. V roce 1477 se vratěnínský kaplan Georg z Planku soudil s Linhartem z Hobzí o své dědictví z Lubnice a Korolup, ale také o výše jmenované úroky. V roce 1569 patřil ke kapli, jejímž patronátní práva držel majitel Hobzí, dům se zahradu ve Vratěníně. V roce 1672 obdržela kaple tři oltáře, ale byla zcela bez majetku a mše v ní byly slouženy vratěnínským farářem jen třikrát do roka. Za Jankovských z Vlašimi se ves dočkala v roce 1718 nového kostela. To se neobešlo bez protestů kláštera v Gerasu a mateřského kostela ve Vratěníně. Spor o farnost trval až do roku 1727.

## Donace
Donace lubnické farnosti od Maxmiliána Jankovského z 9. června 1718 sestávala z 6 jochů a 1098 m² polí, luk a zahrad, kterou ale konzistoř potvrdila teprve až v roce 1726. Farníci ale museli polnosti obdělávat bezplatně a sklizeň odvádět vrchnosti. Desátek a roční deputace platili taktéž bítovskému pánovi (30 klaftrů měkkého dřeva, 10 klaftrů tvrdého dřeva, 12 sudů piva a 2 sudy sladu, 1 pořádného kapra a 1 borovici a k tomu 25 guldenů) V 19. století obec donaci splácela již jen formou roční renty o 567 guldenech a 30 krejcarech.

## Kostel

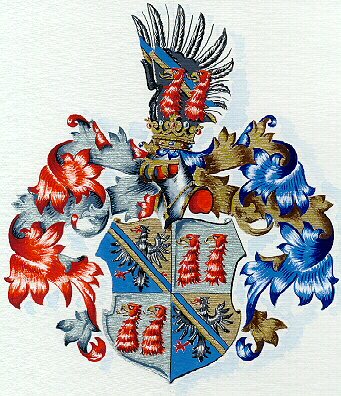
Erb rodu Jankovských z Vlašimi

Hrabě Maximilián Arnošt II. z Vlašimi se rozhodl v Lubnici zřídit novou samostatnou farnost. V červenci 1716 započala první jednání s olomouckou konsistoří. Ve chvíli, kdy ale hrabě zabavil vratěnínské faře desátek pro nového lubnického faráře, započaly silné protesty ze strany kláštera v Gerasu. Hrabě Maximilián využil svého dobrého postavení u císaře Karla VI., takže klášteru se nakonec podařilo uhájit pouze zabavený desátek v hodnotě 3 834 zlatých. V Lubnici se mezi tím chýlila stavba nového kostela ke konci. Podle Volného měl nový kostel stát na místě kaple zaniklé v době husitských válek. Další spory s klášterem nastaly kvůli patronátnímu. Geras propagoval svého Paula Gratschmahra. V roce 1726 se biskupství v Olomouci rozhodlo pro Maxmiliána Arnošta II. a jeho dědice. Prvním farářem na nově farnosti se stal P. Ignác Ferdinand Leicher.
Farní kostel sv. Jiří je zděná barokně podélná sálová stavba z roku 1718 se zařízením z druhé čtvrtiny 18. století zasvěcená sv. Jiří. Velký obraz uprostřed sloupového oltářního nástavce zobrazuje jeho boj s pekelným drakem. Po stranách obrazu jsou dřevěné sochy sv. Jana Nepomuckého a Jana Sarkandera. Max Arnošt z Vlašimi v době nastupujícího rozevlátého rokoka s oblibou nešetřil na výdajích při stavění soch Jana Nepomuckého. Na hlavní oltář s malbou sv. Jiří navazuje oválný obraz svaté Trojice a celé barokní seskupení završuje zcela nahoře alianční znak donátora Maxe Arnošta z Vlašimi a jeho nové ženy hraběnky z Hohenfeldu. Koruna symbolicky spojuje oba erby. Jednoduše a vzdušně zařízený kostel zdobí ještě dva postranní oltáře sv. Kateřiny a sv. Petra. V roce 1742 byla slavnostně celebrována na plechu malovaná křížová cesta o 14 zastaveních. 1787 shořela střecha u věže kostela a oba zvony (2 st. 23,5 a 1 st. 30) byly během požáru značně poškozeny. V roce 1836 obdržel kostel od patrona farnosti novou střechu z pálených tašek, dva nové zvony a v roce 1867 proběhla oprava kostela.

## Fara

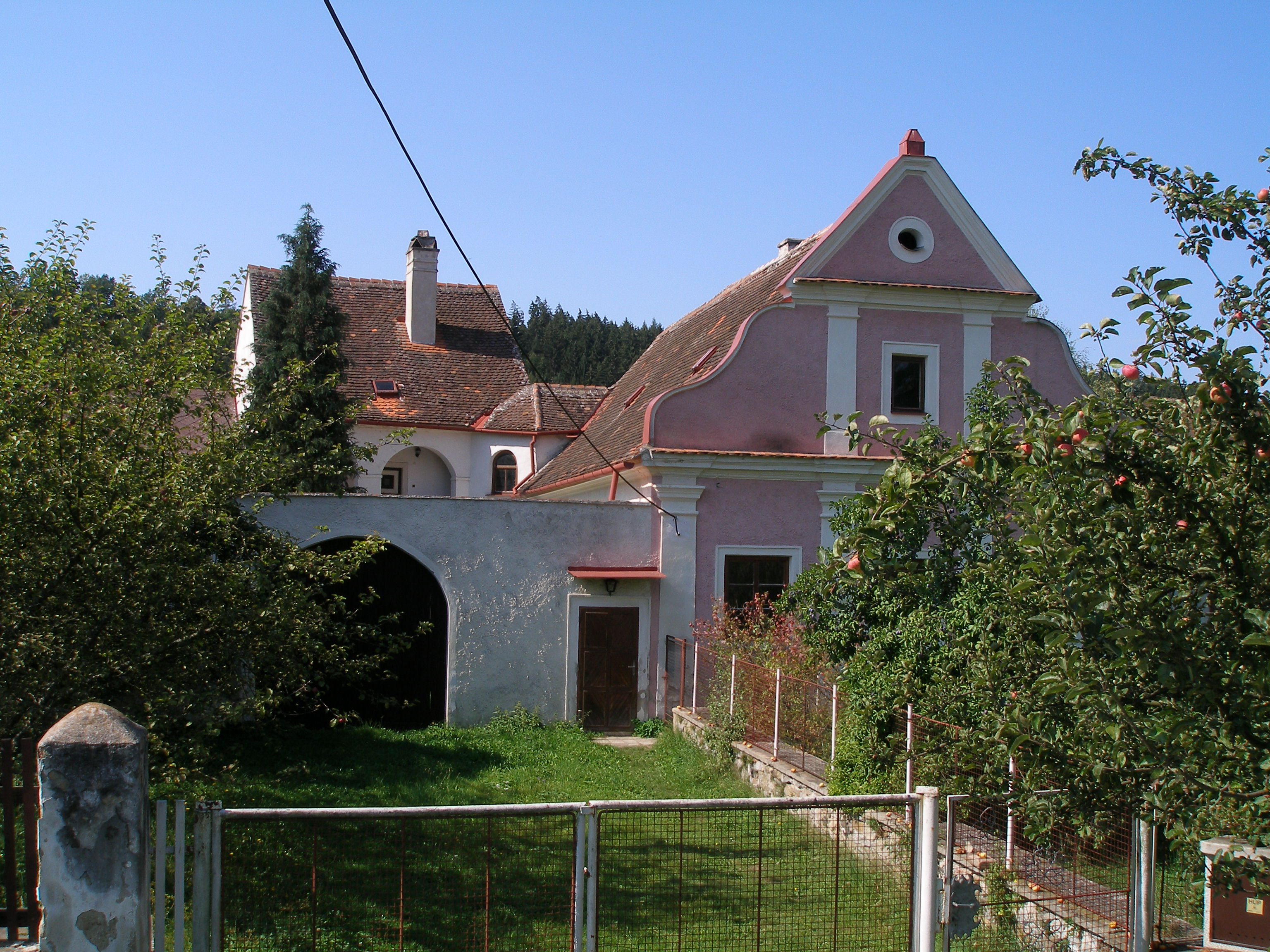
Barokní fara v Lubnici s navazujícím letohrádkem

Spolu s kostelem nechal Maxmilián zřídit i faru, která využila objektu původní tvrze. Pro obživu faráře nechal postavit hospodářské budovy (chlévy pro ovce a dobytek, vepřín, kurník a kůlnu). Původní přízemí farní budovy pak nechal na vlastní náklady opravit společně s vinným sklípkem tehdejší kurát Johann Ocitek za 800 guldenů. Farní budovu obehnal pevnou 30 m dlouhou zdí proti záplavám Želetavky a druhou stejně dlouhou zdí vpředu a kolem zahrady. Čelní štít po barokní rekonstrukci zdobily voluty a do písmene L přistavěný letohrádek. Fara s letohrádkem a kůlnou byla pokryta pálenými taškami. Wolným popisována jako velmi pečlivé stavení s ovocnou, květinovou a zeleninovou zahrádkou.  Společně s farou a kostelem byla nákladem Maxe Arnošta v roce 1726 vystavěna přízemní farní škola – jednotřídka s vyučováním v německém jazyce. Na faře se vystřídalo mnoho farářů (od roku 1726 Wenzel Štěpánek, Josef Fr. Sibel, Anton Joseph Besseda, Wenzel Růžička, Michael Montag, Joseph Richter, Anton Staněk, Jakob Böhm, Clemens Gottwald, Johann Klammert, Johann Nepomuk Ocitek, naposledy u Wolného zmíněný v roce 1860 Andreas Jordan).

## Varhany

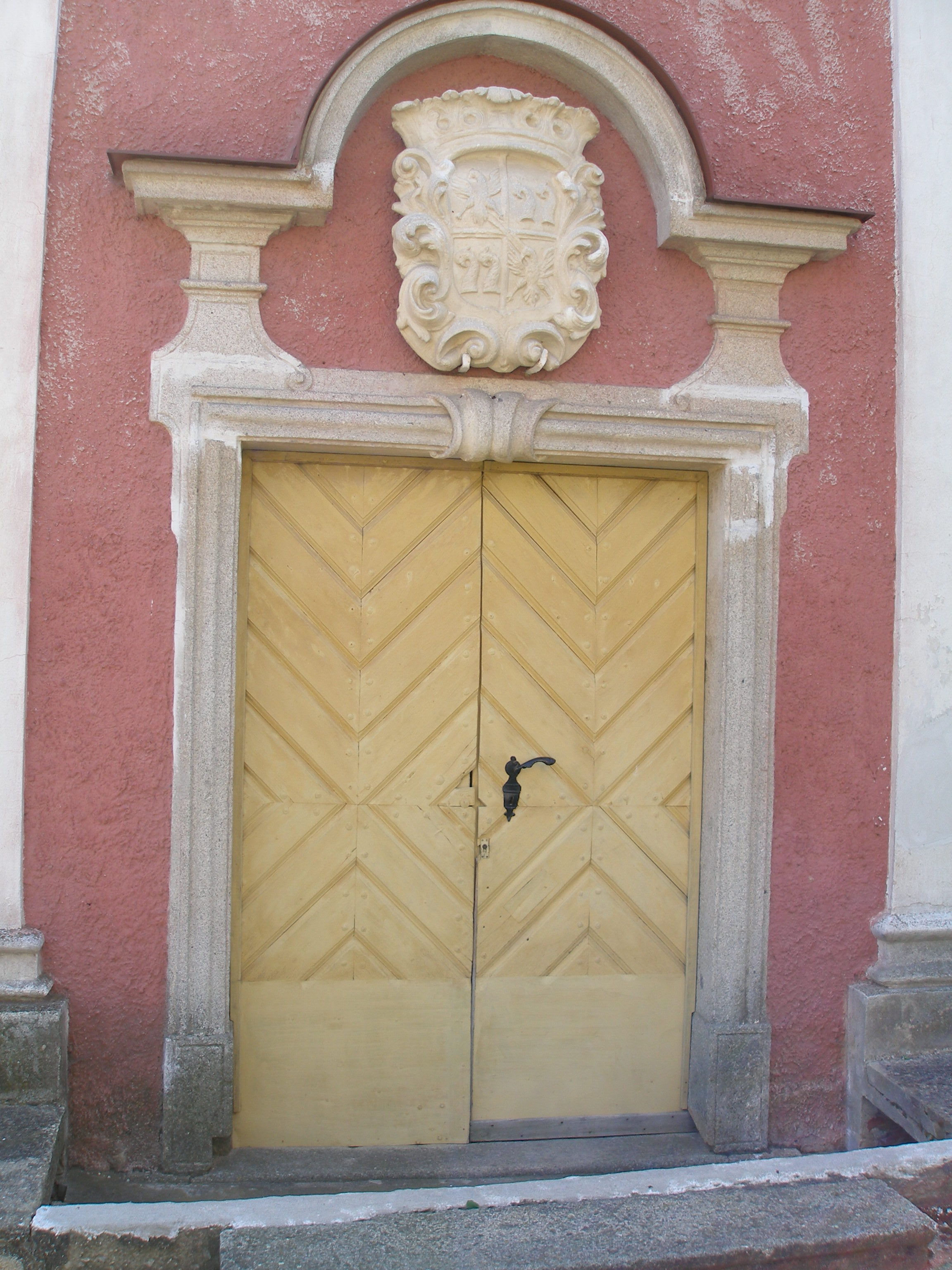
Vchod do kostela ze severní strany s erbem Jankovských z Vlašimi

Původní varhany s pedálem a šesti rejstříky, které se ještě v roce 1829 nacházely na kůru, se nedochovaly. Varhanář Johann Neusser mladší z Nového Jičína postavil v roce 1925 jednomanuálové varhany v ceně 30 682,90 Kč. Farář Johann Kružík vysvětil slavnostně varhany 15. 3. 1926. Generální opravu prováděla firma Jan Mudroch z Tišnova v době od 13. do 18. listopadu 1945, další oprava následovala bratry Stanislavem a Karlem Zadákovými, 1956 a 1961 varhanářem Františkem Čálkem z Kutné Hory, 1985 varhanářem Hegerem z Hořovic a poslední čištění, ladění a nátěr provedl 2. 8. - 8. 8. 1991 Martin Bejček (dokumentátor varhan) za pomoci dobrovolníků z židenické farnosti.  Varhany jsou umístěny v parapetu kruchty naproti hlavnímu oltáři. Jedná se o mramorovou novorenesanční skříň ozdobenou čtyřmi sloupy a klenutou římsou. Zadní část korpusu doplňuje hrací stůl. Na varhany se nehraje. 
Rozsah manuálu činí C-f3, pedálu C-c1.
- Principál 8'
- Salicionál 8'
- Burdon 8'
- Octav 4'
- Mixtur 2'
- Subbas16' Mf
- Cello 8'

## Kostely v okolí lokality
| Kaplička svatého Jana Nepomuckého Pálovice                              | Kaple Cyrila a Metoděje Bačkovice | Zámecká kaple Police             |
| Kostel Narození svatého Jana Křtitele Dešná                             | větrná růžice                     | Kostel svatého Václava Bítov     |
| Kostel sv. Bartoloměje Mešovice Kostel Nanebevzetí Panny Marie Rancířov | Zámecká kaple Uherčice            | Kostel svatého Vavřince Korolupy |